# Veilleurs du Lagon
Pour plus de détails, voir Fiche technique et Distribution.
Veilleurs du Lagon est un documentaire franco-britannique réalisé par Oliver Dickinson, sorti en 2011.

## Synopsis
Le sublime lagon de Mayotte, île de l’océan Indien, est au cœur de la vie des Mahorais. Ils le savent et luttent pour son intégrité. De la montagne boisée à la mangrove et à la mer, nous avons croisé hommes, femmes et enfants à l’œuvre, tortues marines et concombres de mer, jusqu’à la chatoyante colonie des coraux au fond de l’eau turquoise. Le lagon de Mayotte est le berceau d’un projet plein d’espoir : préparer dès aujourd’hui un avenir écologiquement, socialement, économiquement durable.
Le documentaire a été sélectionné par de nombreux festivals à travers le monde (ex: Al Jazeera Documentary Film Festival, Festival du Film Ornithologique de Ménigoute, Kuala Lumpur Eco Film Festival, Roshd International Film Festival de Téhéran) et a remporté plusieurs prix (Grand Prix de l'écologie au Warsaw FilmAT Festival 2012, Prix du meilleur film de conservation naturelle et culturelle à l'Euroekofest 2011, meilleur film d'environnement au Silver Lake International Film Festival 2011).